# Viktor Sztyepanovics Csernomirgyin
Viktor Sztyepanovics Csernomirgyin (oroszul: Виктор Степанович Черномырдин; 1938. április 9. – 2010. november 3.) orosz mérnök-közgazdász, politikus. A szovjet időszakban az energetikai ágazatban töltött be vezető beosztásokat, az 1990-es évek egyik befolyásos orosz politikusa volt. 1992-től 1998-ig töltötte be Oroszország miniszterelnöki posztját. 2001–2009 között Oroszország ukrajnai nagykövete volt, ezt követően az orosz elnök tanácsadójaként tevékenykedett.

## Élete
Az Orenburgi területen, a Szaraktasi járásban található Csornij Otrog faluban született munkás családban. Apja, Sztyepan Markovics Csernomigyin sofőrként dolgozott. Anyja Marfa Petrovna Csernomirgyina. A családban még további négy gyerek született (Nyikolaj, Alekszandr, Natalja és Jekatyerina).
1957-ben fejezte be az orszki 1. sz. műszaki szakiskolát. Ezt követően a Cskalov nevét viselő Orszki Kőolajfeldolgozó Üzemben kezdett el dolgozni lakatosként, kompresszor- és szivattyú-javítói munkakörben. 1957-től 1960-ig katonai szolgálatát töltötte a Szovjet Hadseregben, a Tengermelléki határterületen fekvő Szpasszk-Dalnyij városban. Katonai szolgálata után visszatért Orszkba korábbi munkahelyére, ahol gépszerelőként s operátorként, később csoportvezetőként dolgozott.
1962-ben felvették a Kujbisevi Műszaki Főiskolára, ahol 1966-ban technológus-mérnök végzettséget szerzett. A főiskola elvégzése után pártmunkára nevezték ki, 1967-től 1973-ig az SZKP orszki városi bizottságában dolgozott. Eközben, 1968–1972 között elvégezte az Össz-szövetségi Levelező Műszaki Főiskolát, ahol mérnök-közgazdász diplomát kapott. 1973-ban az Orenburgi Gázfeldolgozó Kombinát vezetőjévé nevezték ki, ahol 1978-ig dolgozott. Ezután visszatért a pártapparátusba, a párt Központi Bizottságának nehéziparral foglalkozó bizottságának munkatársa volt.
1. ↑  Find a Grave (angol nyelven). Find a Grave . (Hozzáférés: 2024. június 29.)